# Uose

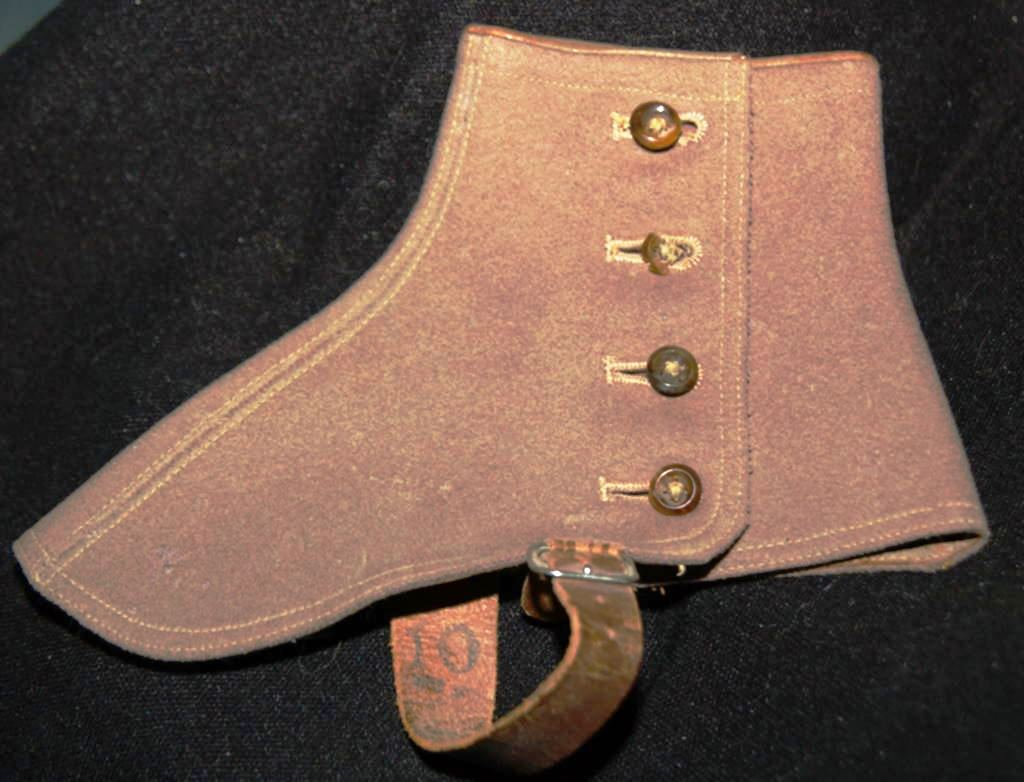
Uosa sinistra

Le uose sono un tipo di ghette basse che proteggono la caviglia, coprono la parte alta della scarpa e la parte bassa del polpaccio fornendo una protezione al punto di congiunzione tra la calzatura e i pantaloni. Non sono da confondersi con degli stivaletti poiché non hanno la parte inferiore, niente suola o tacco.

## Storia
Erano utilizzate in origine da militari, contadini e lavoratori per impedire che acqua e fango s'infilassero nelle scarpe. Usate nelle divise militari, soprattutto da parata, si diffusero tra la fine del XIX secolo e l'inizio del XX come accessorio di moda maschile. Quelle bianche, portate su lustre scarpe nere, divennero, con il cappello a cilindro e il bastone da passeggio, segno distintivo di eleganza delle classi superiori fino alla prima guerra mondiale. Il loro declino cominciò sul finire degli anni venti e scomparvero per l'inizio degli anni quaranta.
Nei fumetti Disney, Zio Paperone indossa le uose come simbolo di vecchio capitalismo, anche se nella versione italiana esse vengono erroneamente ma comunemente definite "ghette".

## Struttura
Sono costituite da più pezzi di pelle assemblati e cuciti in modo da formare un cilindro, che copre la gamba, con un becco d'oca che va a coprire parte della tomaia della scarpa. Un'apertura laterale esterna, chiusa con bottoni, permette di applicarle agevolmente. I lati inferiori sono collegati da un laccio, che passando sotto la suola in prossimità del tacco mantiene le uose saldamente ancorate alla calzatura.

## Dispositivi di protezione individuale
Le uose rimangono in uso in epoca moderna come dispositivi di protezione individuale in alcuni settori. Nelle fonderie, i versatori indossano uose di cuoio sugli stivali per proteggersi dagli schizzi di metallo fuso.  Anche un piccolo schizzo che si deposita in una scarpa potrebbe causare gravi ustioni. Molti saldatori indossano anche uose ignifughe per la protezione dalle scintille. Gli operatori che usano motoseghe spesso indossano uose protettive sopra stivali con punta in acciaio, ma i professionisti sono incoraggiati soprattutto ad indossare veri stivali protettivi apposta per motoseghe per evitare lesioni dovute al contatto accidentale della motosega con il piede o la caviglia.